# Carolina Loff
Carolina Loff da Fonseca (12 de novembro de 1911 – 6 de março de 1999) foi uma destacada militante e dirigente do Partido Comunista Português.

## Biografia
Carolina Loff da Fonseca nasceu na capital de Cabo Verde, Praia, na ilha de Santiago, filha de Domingos José da Fonseca e de Carolina Leger Loff, a 12 de novembro de 1911. Aos 15 anos emigrou com a mãe para Lisboa e passou a ser aluna do Liceu Maria Amália Vaz de Carvalho. Era prima dos militantes comunistas Álvaro e Dalila Duque da Fonseca, que nos anos 30, como Loff, eram dirigentes da Federação das Juventudes Comunistas Portuguesas (FJCP) e nasceram em Cabo Verde. Nos anos 30 tornou-se uma destacada militante e dirigente do Partido Comunista Português, visitando a União Soviética e participando em missões da Internacional Comunista durante a Guerra Civil Espanhola no terreno da Espanha Republicana. A sua vida pessoal adota traços misteriosos e polémicos quando se envolve amorosamente com Júlio Almeida, o inspetor da polícia política, a PIDE, que trabalhava no seu processo, e com o qual chegou a viver durante 10 anos. Em 1958, Júlio Almeida aceitou trabalho numa empresa em Angola, mas não deixou de visitar Carolina na casa que ambos partilhavam em Lisboa. Júlio Almeida acabou por morrer em Angola, aos 53 anos, vítima de paludismo.
Fez parte da primeira célula comunista feminina, junta com Wilma Freund, sendo reconhecida pela sua militância dedicada, e por ser produtora de vários artigos da imprensa da FJCP.
Foi presa a 6 de setembro de 1932, e ficou aprisionada por um ano na Cadeia das Mónicas. Pouco tempo depois, engravida do seu companheiro, Carlos Luís Correia Matoso, um dirigente do Partido Comunista, dando à luz uma filha — Helena. Decorrente da grande repressão que vinha a abater sobre Partido Comunista, Carlos Matoso é condenado ao exílio por 10 anos em 20 de outubro de 1934, sendo preso a 11 de maio de 1938, passando pela Cadeia do Aljube, o Forte de Caxias e o Forte de Peniche, até, por fim, em 20 de junho de 1939, ser enviado para o Campo de Concentração do Tarrafal. É solto a 20 de dezembro de 1945, exilando-se para o Brasil a 10 de janeiro de 1946, onde se suicidou "passado pouco tempo, em condições misteriosas", segundo Edmundo Pedro. Carlos Matoso nunca chegou a conhecer Helena.
Em março de 1935, Loff, com um convite de Francisco de Paula Oliveira, vai para a União Soviética estudar na Escola Leninista sob o pseudónimo de Ana Marta. É abordada por Bento Gonçalves e Álvaro Cunhal quando estes se dirigem a Moscovo, para trabalhar como «intérprete e tradutora nas edições em língua estrangeira», muitas cujo destino era o Brasil.
Após ter contacto com pessoas importantes da Internacional Comunista (Comintern), é enviada em 1937 para a Espanha Republicana com um passaporte belga em nome de Berthe Mouchet, com o objetivo de criar uma rádio clandestina do Comintern para Portugal, que veio a ser conhecida como rádio do PCP, transmitindo diretamente da sede do Partido Comunista de Espanha (PCE) em Valência. Segundo José Pacheco Pereira, fazia quase tudo sozinha, sendo «a locutora e redigindo grande parte do material que era transmitido», lidando «diretamente com os mais altos responsáveis do PCE», e intervindo «diretamente junto da comunidade portuguesa exilada em Espanha, informando sobre o seu comportamento político quer o PCE, quer os serviços de informação associados ao secretariado de Togliatti/Alfredo».
Em 1938, integrou a direção da União Antifascista dos Portugueses Resistentes em Espanha, sediada em Madrid, assim como Comité da Frente Popular em Barcelona. Ficou em Espanha até ao término da Guerra Civil, chegando a ser capturada e torturada pelos franquistas, evadindo-se dizendo ser uma jornalista belga, sendo em outubro de 1939 retornada a Portugal pela polícia espanhola, com, segundo José Pacheco Pereira, «personagem misterioso [Nikolas Gargoff], suposto delegado do Comintern, e que vai ter um papel igualmente obscuro no processo da 'reorganização' [do PCP]».
Volta a Portugal na clandestinidade, usando o pseudónimo Maria Luísa, e colaborando profundamente com Álvaro Cunhal, tendo um papel importante na «redação de documentos políticos e de textos sobre a política internacional do movimento comunista, bem como interveio na sua distribuição», até ser aprisionada em maio de 1940. Fruto do seu comportamento na prisão, sendo até confrontada por declarações contraditórias por Álvaro Cunhal e Francisco Miguel, e por se ter envolvido com o agente da PIDE Júlio de Almeida, é expulsa do Partido na década de 1940 por suspeitas de espionagem, não se sabendo ainda qual o seu envolvimento com os serviços de espionagem soviéticos, pois se evidenciara como um quadro ao serviço da Internacional Comunista com incumbências atribuídas em Espanha e Portugal, entrando e saindo da URSS com uma facilidade que levantou dúvidas, uma vez que se cruzava com agentes da PIDE durante as viagens a caminho de Moscovo e nunca foi presa. Por esse motivo, foi sempre alvo de espionagem da CIA, sendo a sua correspondência intercetada pela espionagem norte-americana. Usou também os pseudónimos Berta, Marta da Costa e Sylvie. Após a II Guerra Mundial, aproxima-se da comunidade judaica em Lisboa, em particular do casal Spitz, suspeito de pertencer à rede de espionagem soviética Orquestra vermelha, e tenta saber do seu paradeiro da sua filha Helena. A comunidade arranja emprego a Carolina Loff e esta passa a trabalhar como secretária nas minas da Borralha, propriedade de uma empresa francesa. Em 1947, fruto dos contactos conseguidos por um judeu holandês, consegue reencontrar a filha em Amesterdão. Carolina tenta, sem sucesso, fazer com que a filha, entretanto formada em engenharia nuclear, regresse a Portugal, e desloca-se a Moscovo com frequência para a visitar. No plano cultural, aproxima-se de Natália Correia - chegando a frequentar o seu bar em Lisboa, o Botequim - e também de Mário Cesariny, entre outros intelectuais surrealistas.
Manteve a sua amizade com Edmundo Pedro, apresentando-lhe a filha — criada e educada na União Soviética, na Escola Internacional de Ivanovo, assim como muitos outros portugueses e estrangeiros. Segundo o Feminae - Dicionário Contemporâneo, «[o] percurso intrigante e enigmático de Carolina Loff saiu reforçado por se ter recusado sempre, apesar da sua longevidade, a esclarecer episódios dessa vivência», nunca tendo manifestado intenção de ser readmitida no PCP. Contudo, não renegou a sua ideologia e o seu passado. Faleceu a 6 de março de 1999, com 87 anos.

## Cultura
Em setembro de 2011, foi publicado um romance biográfico da autoria de Ana Cristina Silva inspirado na vida de Carolina Loff, com o nome Cartas Vermelhas.
Em 25 de outubro de 2002, é lançado em Lisboa o Enigma de Zulmira, obra de ficção da autoria de Vasco Graça Moura, baseado no romance de Loff com Júlio de Almeida.

### Citações
1. 1 2 3 4 5 6 7 8 9 10 11 12 13 14 15  Esteves & Castro 2013, p. 168.
2. 1 2 3 4 5 6 7 8 9 10  Esteves & Castro 2013, p. 169.
3. 1 2 3 4  Cabrita, Felícia (25 de dezembro de 2024). «Carolina Loff. A mulher que traiu o partido mas morreu comunista». SOL. Consultado em 5 de abril de 2025
4. ↑  Madeira 2011, p. 74.
5. 1 2  Silva 2011.
6. ↑  Leme 2002.
7. ↑  Almeida 2001.